# EVR-Baureihe Kk
Die Lokomotiven der Baureihe Kk waren Tenderlokomotiven der Eesti Vabariigi Raudtee (EVR) mit der Achsfolge 1’B1’.

## Geschichte
Die Lokomotiven der Baureihe Kk waren neben den Dampflokomotiven der Baureihen Sk, Mtk und Kk2 sowie den Elektrotriebwagen der Baureihe M eine der wenigen Triebfahrzeug-Neubeschaffungen der EVR während der ersten Unabhängigkeit Estlands.
Die zweifach gekuppelten Heißdampflokomotiven wurden 1938 von der Aktiengesellschaft Franz Krull (AS Franz Krull) in Tallinn geliefert. Bis 1953 beförderten die Lokomotiven Reisezüge mit 100 km/h Höchstgeschwindigkeit.